# Cires-lès-Mello
Cires-lès-Mello is een gemeente in het Franse departement Oise (regio Hauts-de-France). De plaats maakt deel uit van het arrondissement Senlis. In de gemeente ligt spoorwegstation Cires-lès-Mello. Cires-lès-Mello telde op 1 januari 2022 3.997 inwoners.

## Geografie
De oppervlakte van Cires-lès-Mello bedroeg op 1 januari 2022 16,73 vierkante kilometer; de bevolkingsdichtheid was toen 238,9 inwoners per km².

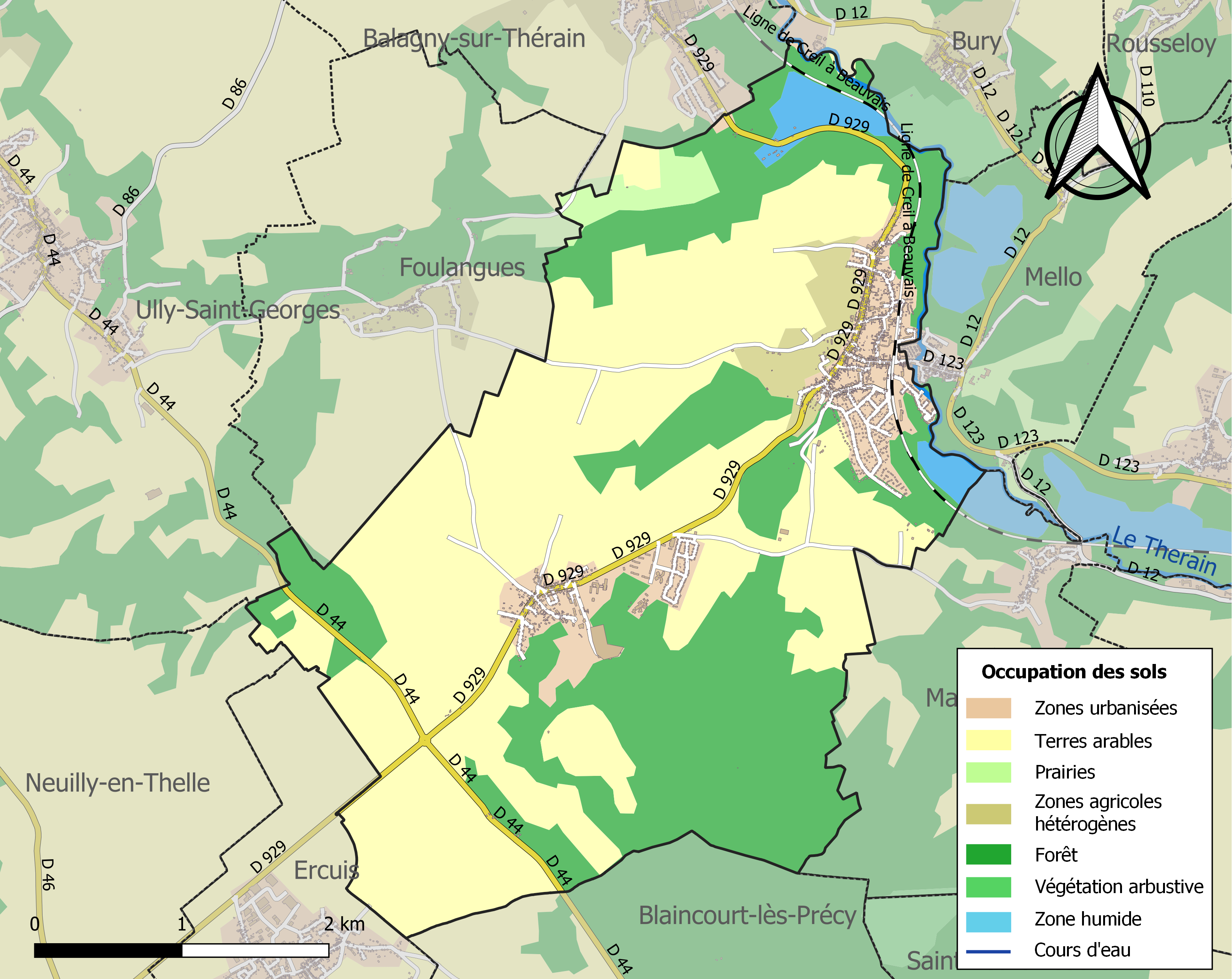
Kaart van de gemeente met belangrijkste infrastructuur, bodemgebruik en omliggende gemeenten

## Demografie
Onderstaande figuur toont het verloop van het inwonertal (bron: INSEE-tellingen).